# Kefar Hess
Kefar Hess (hebr.: כפר הס) – moszaw położony w samorządzie regionu Lew ha-Szaron, w Dystrykcie Centralnym, w Izraelu.

## Historia
Moszaw został założony w 1931.

## Gospodarka
Gospodarka moszawu opiera się na intensywnym rolnictwie.